# Phaulosia sordida
Phaulosia sordida är en fjärilsart som beskrevs av Butler 1878. Phaulosia sordida ingår i släktet Phaulosia och familjen björnspinnare. Inga underarter finns listade i Catalogue of Life.